# Municipio de Marion (condado de Daviess)
El municipio de Marion (en inglés: Marion Township) es un municipio ubicado en el condado de Daviess en el estado estadounidense de Misuri. En el año 2010 tenía una población de 225 habitantes y una densidad poblacional de 1,87 personas por km².

## Geografía
El municipio de Marion se encuentra ubicado en las coordenadas 39°59′35″N 94°6′40″O / 39.99306, -94.11111. Según la Oficina del Censo de los Estados Unidos, el municipio tiene una superficie total de 120.06 km², de la cual 118,79 km² corresponden a tierra firme y (1,06 %) 1,27 km² es agua.

## Demografía
Según el censo de 2010, había 225 personas residiendo en el municipio de Marion. La densidad de población era de 1,87 hab./km². De los 225 habitantes, el municipio de Marion estaba compuesto por el 99,11 % blancos, el 0,44 % eran afroamericanos y el 0,44 % eran de una mezcla de razas. Del total de la población el 0,44 % eran hispanos o latinos de cualquier raza.